# Головний день
«Головний день» («Главный день») — радянський художній фільм 1974 року, знятий режисером Іскандером Хамраєвим на кіностудіях «Узбекфільм» і «Ленфільм».

## Сюжет
Фільм про дружбу трудівників узбецького колгоспу «Ленінград» та Ленінграда. Понад чотири десятиліття міцніє і розвивається ця дружба. Фільм повертає у далекі, нелегкі 1920-ті роки, коли ферганські колгоспники відправили ленінградським робітникам вагон фруктів. Зі своєї строни ленінградські робітники подарували колгоспу два трактори та надіслали своїх представників допомогти налагодити нову техніку.

## У ролях
- Юрій Кузьменков — Борис Поздняков
- Дагун Омаєв — Ісмаїл Ісхаков
- Лариса Зубкович — Саїда
- Раджаб Адашев — Сатти Аріпов
- Лола Бадалова — мати Сатти та Саїди
- Шухрат Іргашев — Турабек
- Якуб Ахмедов — «сутулий»
- Джавлон Хамраєв — Сабір
- Сайдо Курбанов — Поздняков-син
- Тамара Шакірова — Тамара
- Л. Григор'єва — епізод
- Максуд Мансуров — Мусаєв
- Карим Махмудов — епізод
- У. Аллакулова — епізод
- Джамал Хашимов — епізод
- Шариф Кабулов — епізод
- Яхйо Файзуллаєв — Хакіт
- Шукур Ходжаєв — епізод
- Айдар Гарапшин — епізод
- Фаріда Ходжаєва — епізод
- Л. Фадін — епізод
- Лев Жуков — Костров
- А. Ляхов — епізод
- Ірада Алієва — колгоспниця
- Л. Шаріпова — епізод
- Світлана Муратходжаєва — епізод
- Петро Нікашин — епізод
- Ульмас Аліходжаєв — секретар обкому
- Рауф Балтаєв — епізод
- Машраб Юнусов — епізод
- Яйра Абдулаєва — мати Турабека

## Знімальна група
- Режисер — Іскандер Хамраєв
- Сценаристи — Ульмас Умарбеков, Іскандер Хамраєв
- Оператор — Микола Жилін
- Композитор — Марат Камілов
- Художник — Валентин Синиченко